# Di Derre

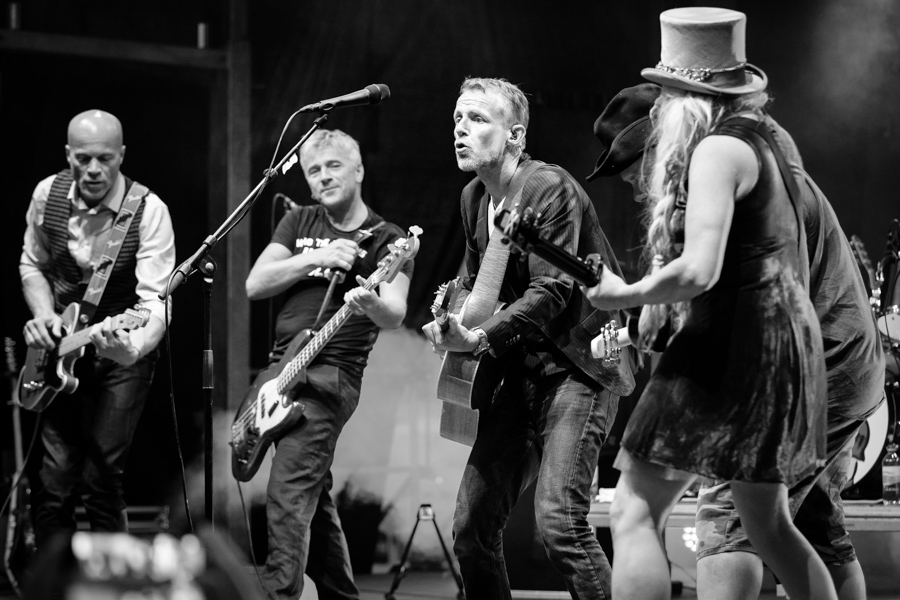
Di Derre

Di Derre is een Noorse popband bestaande uit Jo Nesbø (zang en gitaar), Magnus Larsen jr. (bass) en Espen Stenhammer (drummer). Espen Stenhammer verving Sverre Beyer, die overleed aan kanker. Knut Nesbø speelde gitaar in de band, maar overleed in 2013.
De groep werd gestart in 1992. De naam komt van het Noorse "De derre" (zij daar), in het begin had de band geen naam, en als ze opkwamen werden ze aangekondigd als "nu zijn het zij daar". De e in de werd vervangen in een i, zoals het in het Moldensk dialect is. Normaal gezien zou de eerste 'e' in het dialect een æ zijn, maar dit veranderden ze niet omdat ze hoopte op hits in de Verenigde Staten. Veel van hun liedjes gaan om plaatsen, personen en gebeurtenissen die verbonden zijn met Molde.
Ze braken door met hun tweede album Kvinner & klær (vrouwen en kleren). In 1994 werd de naam vervangen door Jenter & Sånn (vrouwen enzo) aangezien een weekblad dezelfde naam had. Het is hun meestverkochte album met 190.000 verkochte exemplaren.
In 1996 brachten ze het album Gym uit. Met liedjes als «Vårt korps» en «Faren til Ivar» bevestigden ze de indruk dat ze een popgroep waren die zingt over opgroeien, met puberteit en nostalgie als belangrijke thema's in hun liedjes. De laatste plaat Slå meg på! (Popmusikk) werd uitgegeven in 1998 en werd alweer goed ontvangen bij het publiek; het Noorse Dagbladet gaf een 5 op 6. De pophits «14 kvinner» en «Slå meg på» zorgden ervoor dat dit album ook goed verkocht.
Sinds 1998 doet de band het rustig aan met enkele kleine concerten hier en daar. Ze houden jaarlijks wel een vast concert: in hun thuisstad in Molde tijdens het Moldejazz-festival. Jo Nesbø is nog altijd een actief muzikant die het land rondreist met zijn gitaar op de rug en een bassist aan zijn zijde. Hij heeft een solo-album uitgegeven dat de radiohit «Håp» voortbracht (wat ook verscheen op het verzamelalbum «Di beste med Di derre»). Buiten zijn muziektalent is hij ook een bekend schrijver; hij heeft al vele misdaadromans uitgegeven die met prijzen zijn bekroond.
In de zomer en herfst van 2006 reisde Di Derre het land door op afsluitingstournee. In juni 2006 kwam het verzamelalbum «Di beste med Di derre» uit, dat ook enkele nieuwe liedjes bevatte. De reacties waren overweldigend en hierna speelden ze voor volle zalen onder andere in Bergen en Kristiansund. Ze zouden nog twee concerten spelen die zomer, die snel uitverkocht waren. Maar de dag voor het eerste concert kreeg de zanger Jo Nesbø een keelontsteking en verloor zijn stem.
De band heeft de Gammleng-prisen voor pop mogen ontvangen in 1996.

## Discografie
- Den Derre med Di Derre (1993) (geherlanceerd onder Den forrige med Di Derre in 1995)
- Jenter & Sånn (1994) (oorspronkelijk uitgebracht als Kvinner og Klær)
- Gym (1996)
- Slå meg på! (Popmusikk) (1998)
- Di beste med Di Derre (2006) (verzamelingsplaat)